# Ferdl Kerber
Ferdl Kerber (* 28. Mai 1925 in Ehrwald; † 21. Mai 1977 ebenda) war ein österreichischer Skispringer.

## Werdegang
Kerber begann bereits als Kind mit dem Skisport. Wettbewerbsmäßig begann er jedoch erst nach dem Zweiten Weltkrieg, in dem er als Soldat diente, mit dem nordischen Skisport. Kurze Zeit später spezialisierte er sich auf das Skispringen.
Erst mit 26 Jahren sprang Kerber bei der Vierschanzentournee 1953 erstmals erfolgreich international. Am Ende belegte er den 13. Platz in der Gesamtwertung. Auch ein Jahr später bei der Vierschanzentournee 1953/54 erreichte er erneut diese Platzierung, wobei der 12. Platz in Garmisch-Partenkirchen sein bis dahin bestes Einzelresultat bei der Tournee war. Bei der kurze Zeit später in Falun stattfindenden Nordischen Skiweltmeisterschaft 1954 sprang Kerber im Einzel auf den 39. Platz. Zuvor hatte er bei der Österreichischen Meisterschaft den dritten Platz erreicht. Nach guten Einzelergebnissen bei FIS-Springen erreichte er bei der Vierschanzentournee 1954/55 am Ende den 15. Platz in der Gesamtwertung. Bei der Schweizer Springertournee 1955 erreichte er in Arosa eine Top-10-Platzierung.
Beim Springen auf den Olympiaschanzen für die Olympischen Winterspiele 1956 in Cortina d’Ampezzo erreichte er 1955 den achten Platz und war dabei hinter Albin Plank zweitbester Österreicher. Bei der Vierschanzentournee 1955/56 konnte Kerber nicht mehr an die Leistungen der Vorjahre anknüpfen. Sein bestes Einzelresultat war ein 30. Platz. In der Gesamtwertung konnte er sich so nicht platzieren. Damit verpasste er auch die Qualifikation für einen Startplatz bei den Olympischen Winterspielen in Cortina d’Ampezzo. Erst zur folgenden Saison 1956/57 konnte er wieder bessere Leistungen erzielen. So erreichte er bei der Vierschanzentournee 1956/57 den 24. Rang in der Gesamtwertung. Beim Kongsberg Cup in Zell am See erreichte er kurz darauf im Einzelspringen den fünften Rang und gewann mit der Mannschaft den Teamwettbewerb.
Seine letzte Saison bestritt Kerber 1957/58. Unter dem neuen Trainer Josef Bradl konnte sich der mittlerweile 32-Jährige nicht mehr gegen den jungen Nachwuchs durchsetzen. Nachdem er die Qualifikation für die Nordischen Skiweltmeisterschaften 1958 in Lahti verpasst hatte, beendete er seine aktive Skisprungkarriere.
Nach Ende der Karriere arbeitete Kerber im Sommer auf seinem eigenen Bauernhof und war im Winter in seinem Heimatort Ehrwald als Skilehrer tätig. Er heiratete seine Lebensgefährtin Anni und bekam mit ihr zwei Töchter. 1977 starb Kerber 52-jährig an einer schweren Krankheit.